# 鲁当柱
鲁当柱（1960年11月—），中华人民共和国政治人物，内蒙古准格尔旗人，1984年6月加入中国共产党，1985年7月参加工作，2019年2月份落马，落马前担任内蒙古能源建设投资(集团)有限公司董事长。